# Luchów Górny

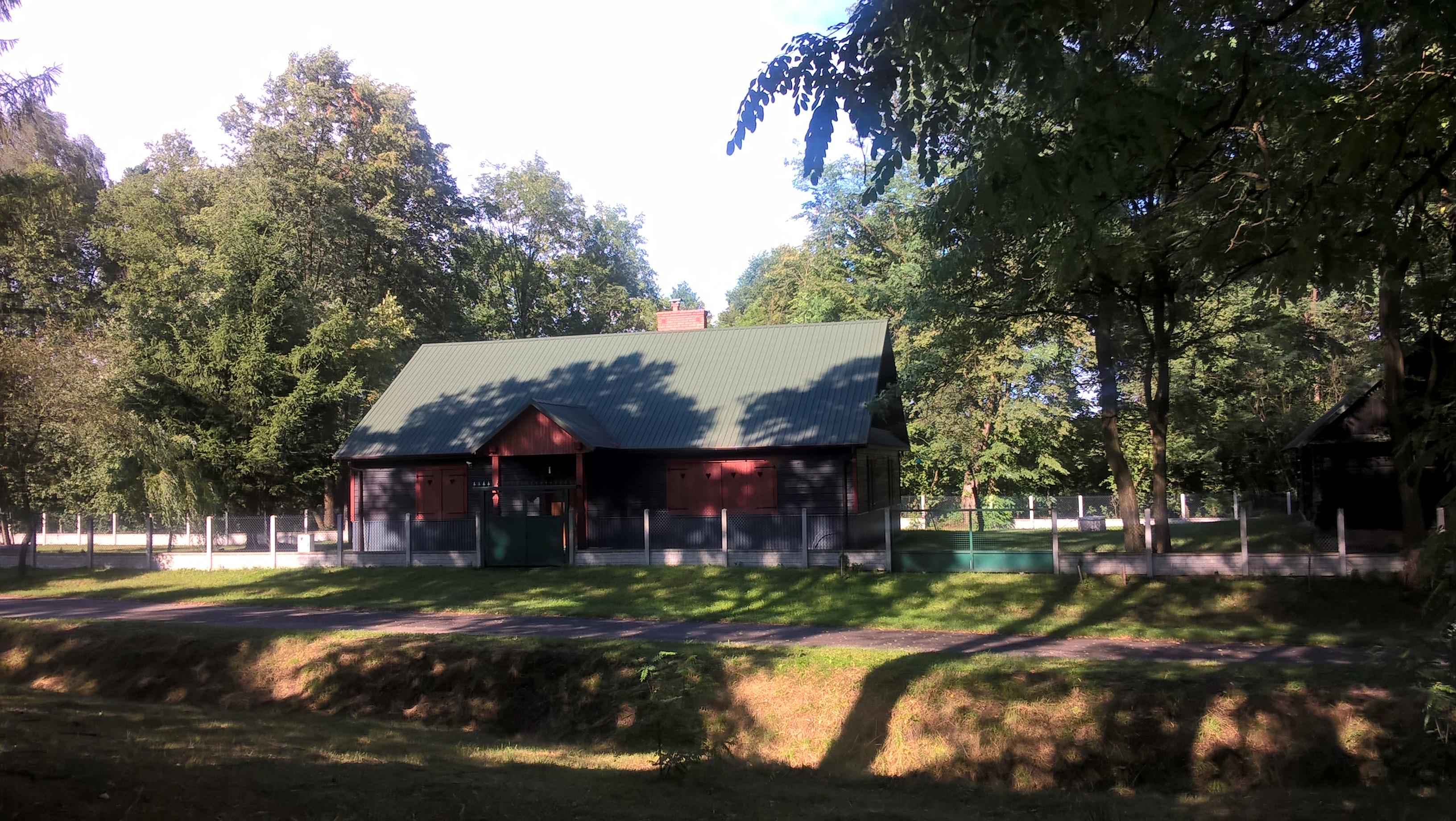
Budynek dawnej szkoly podstawowej

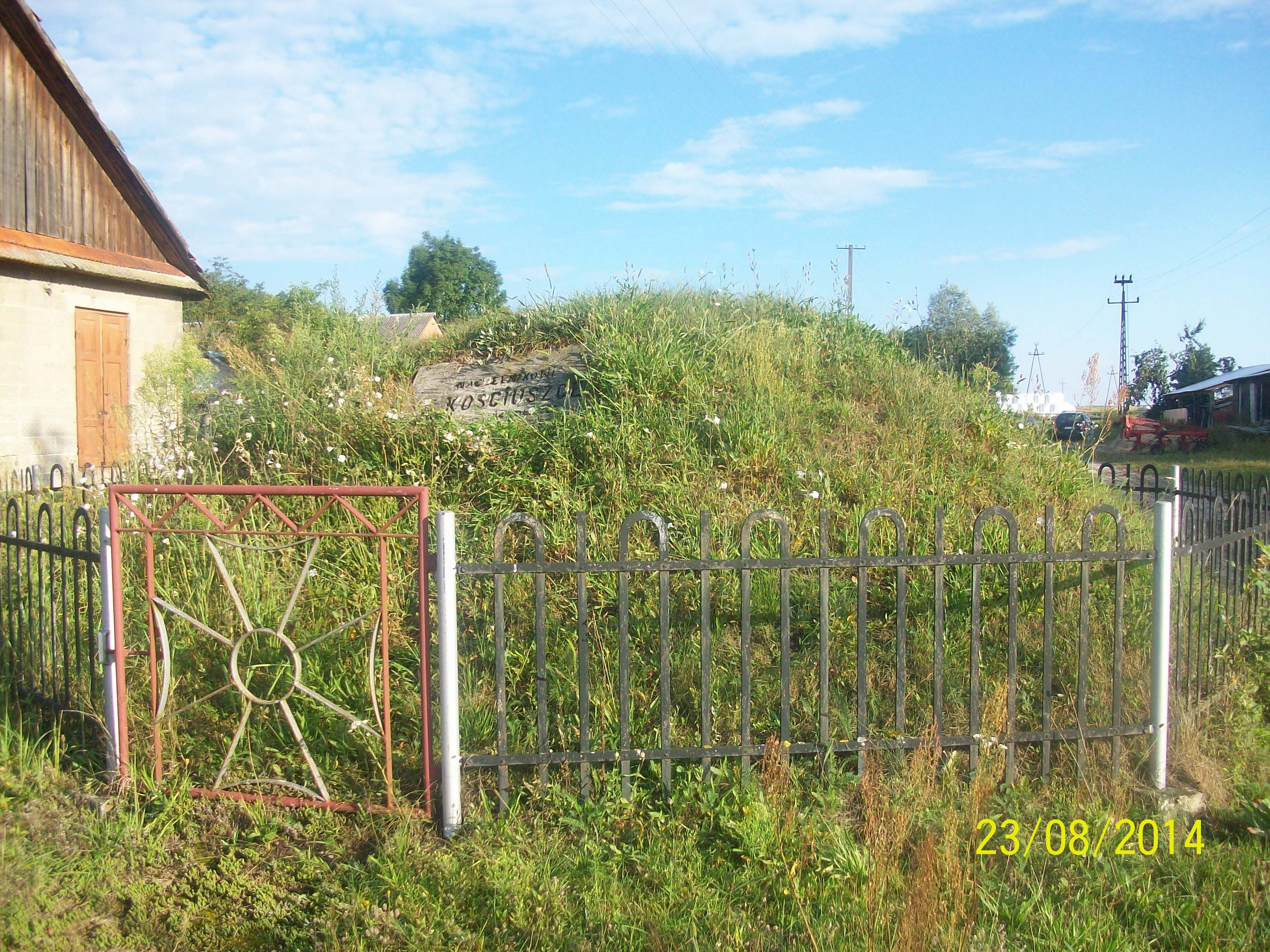
Kopiec Kościuszki

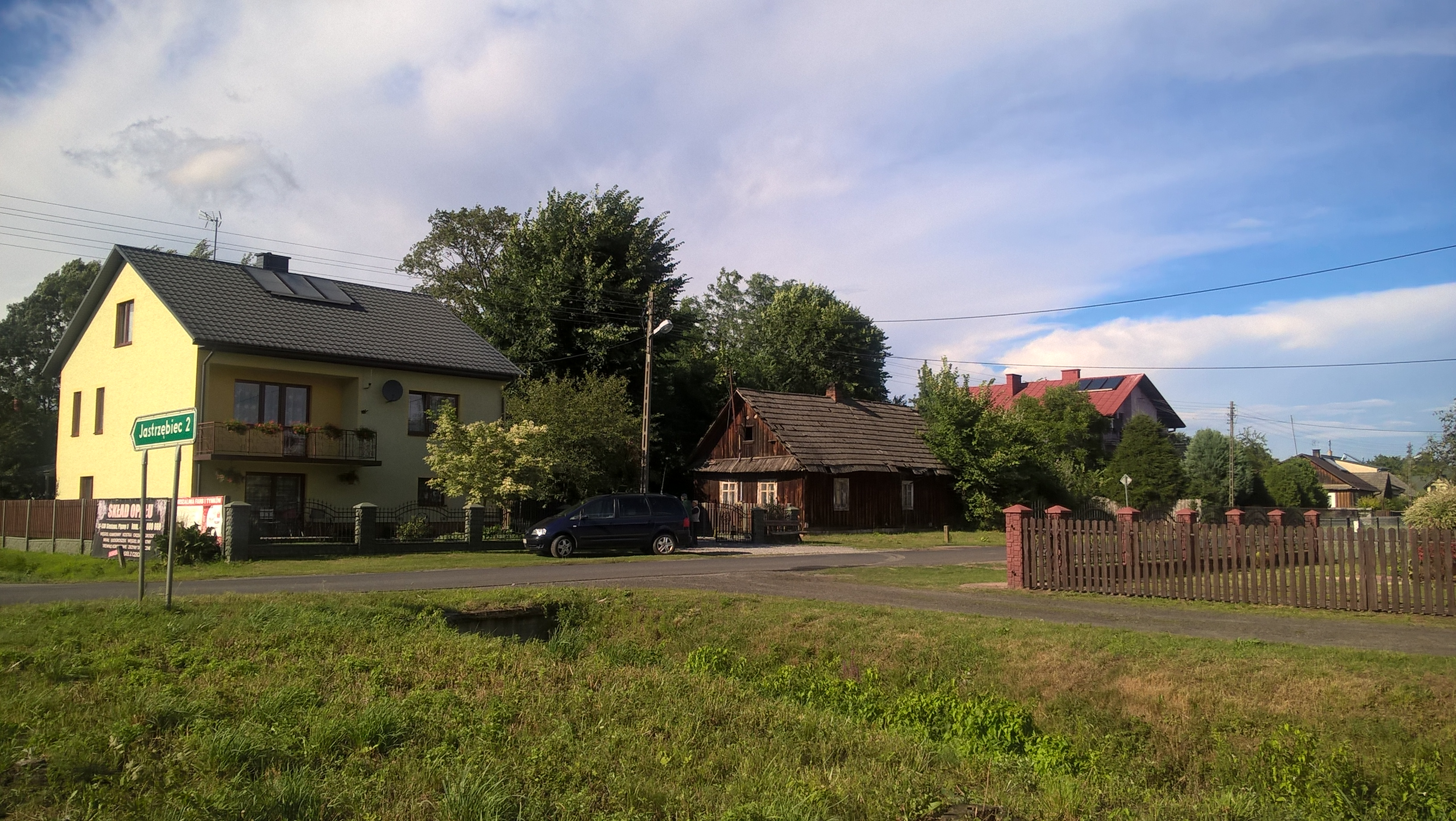
Panorama Luchowa Górnego

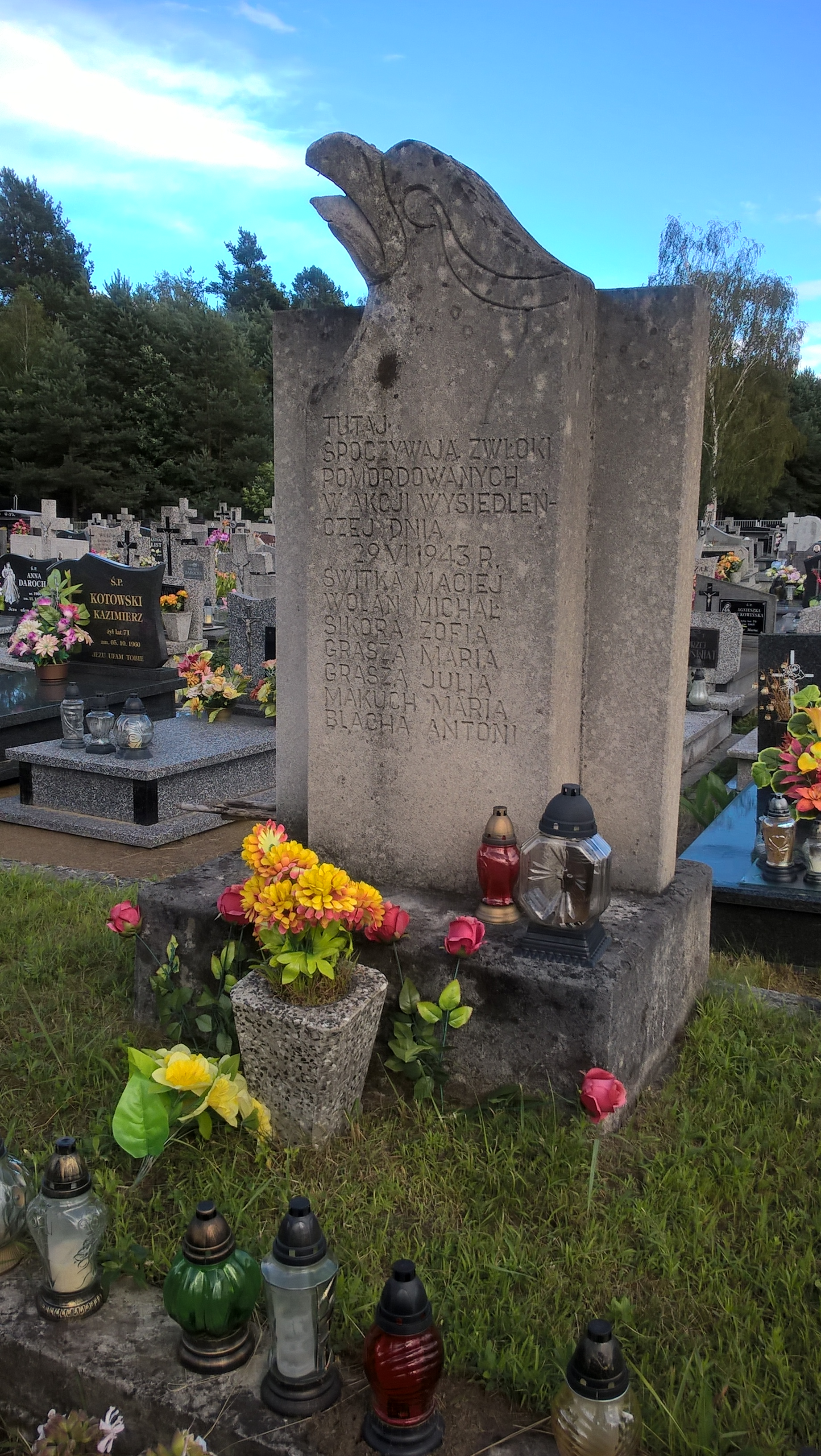
Mogiła ofiar hitlerowskiej pacyfikacji na cmentarzu parafialnym w Luchowie Górnym

Luchów Górny – wieś w Polsce położona w województwie lubelskim, w powiecie biłgorajskim, w gminie Tarnogród.
Od XVI do XVIII w. wchodził w skład starostwa leżajskiego ziemi przemyskiej. W latach 1954–1959 wieś należała i była siedzibą władz gromady Luchów Górny, po jej zniesieniu w gromadzie Wola Różaniecka. W latach 1975–1998 miejscowość administracyjnie należała do województwa zamojskiego. 
Na terenie wsi utworzono dwa sołectwa Luchów Górny i Pierogowiec w gminie Tarnogród. Według Narodowego Spisu Powszechnego z roku 2011 wieś liczyła 604 mieszkańców i była najmniejszą co do liczby ludności miejscowością gminy.
Wieś jest siedzibą rzymskokatolickiej parafii Niepokalanego Poczęcia Najświętszej Maryi Panny.

## Części wsi
| SIMC    | Nazwa                 | Rodzaj    |
| ------- | --------------------- | --------- |
| 0901281 | Cichy                 | część wsi |
| 1025315 | Koziarki              | część wsi |
| 0901329 | Pierogowiec (od 2003) | część wsi |
| 0901306 | Podlesie              | część wsi |
| 0901312 | Popówka               | część wsi |

## Kościół
Luchów od 1598 roku należał do parafii rzymskokatolickiej w Tarnogrodzie. 19 października 1919 roku dekretem bp Mariana Fulmana została erygowana parafia pw. Niepokalanego Poczęcia NMP i św. Józefa Oblubieńca NMP. W skład parafii weszły: Luchów Górny, Luchów Dolny i Jastrzębiec. Na kościół parafialny została przejęta dawna cerkiew z 1847 roku, a w Jastrzębcu był kościół filialny pw. NSPJ z 1907 roku. Pierwszym administratorem został ks. Ludwik Wielgosz (w 1942 roku zginął w obozie koncentracyjnym w Dachau).
Proboszczowie parafii
1919–1922. ks. Ludwik Wielgosz (administrator).
1922–1946. ks. Karol Iwanicki.
1946–1958. ks. Jan Rolla.
1958–1981. ks. Witold Panecki.
1981–2007. ks. Ryszard Wołoszczak.
2007–2011. ks. Aleksander Panek.
2011. ks. Bartłomiej Garczyński (administrator).
2011–2017. ks. Leszek Pankowski.
2017– nadal ks. Adam Siedlecki.

## Obiektyzabytkowe
- Dawna cerkiew prawosławna z 1847 roku, od 1919 kościół Niepokalanego Poczęcia Najświętszej Marii Panny i św. Józefa Oblubieńca Najświętszej Maryi Panny.
- Prawosławny cmentarz
- Kopiec Kościuszki